# ليني تافاريز
خوليو مانويل غونزاليز تافاريز  ( سان خوان ، 19 مايو 1987 ) ، المعروف باسم ليني تافاريز ، هو راقص ومغني وكاتب أغاني ومنتج تسجيل من بورتوريكو . كان جزءًا من الثنائي ديلاند و ليني .